# Pristella maxillaris
Pristella maxillaris è un piccolo pesce d'acqua dolce (da taluni conosciuto come Cardellino acquatico o come Tetra raggi x) appartenente alla famiglia Characidae, unico rappresentante del genere Pristella.

## Distribuzione e habitat
Questa specie è diffusa nel bacino del Rio delle Amazzoni e dell'Orinoco (Brasile, Guyana e Venezuela). Abita le acque calme, ricche di vegetazione.

## Descrizione

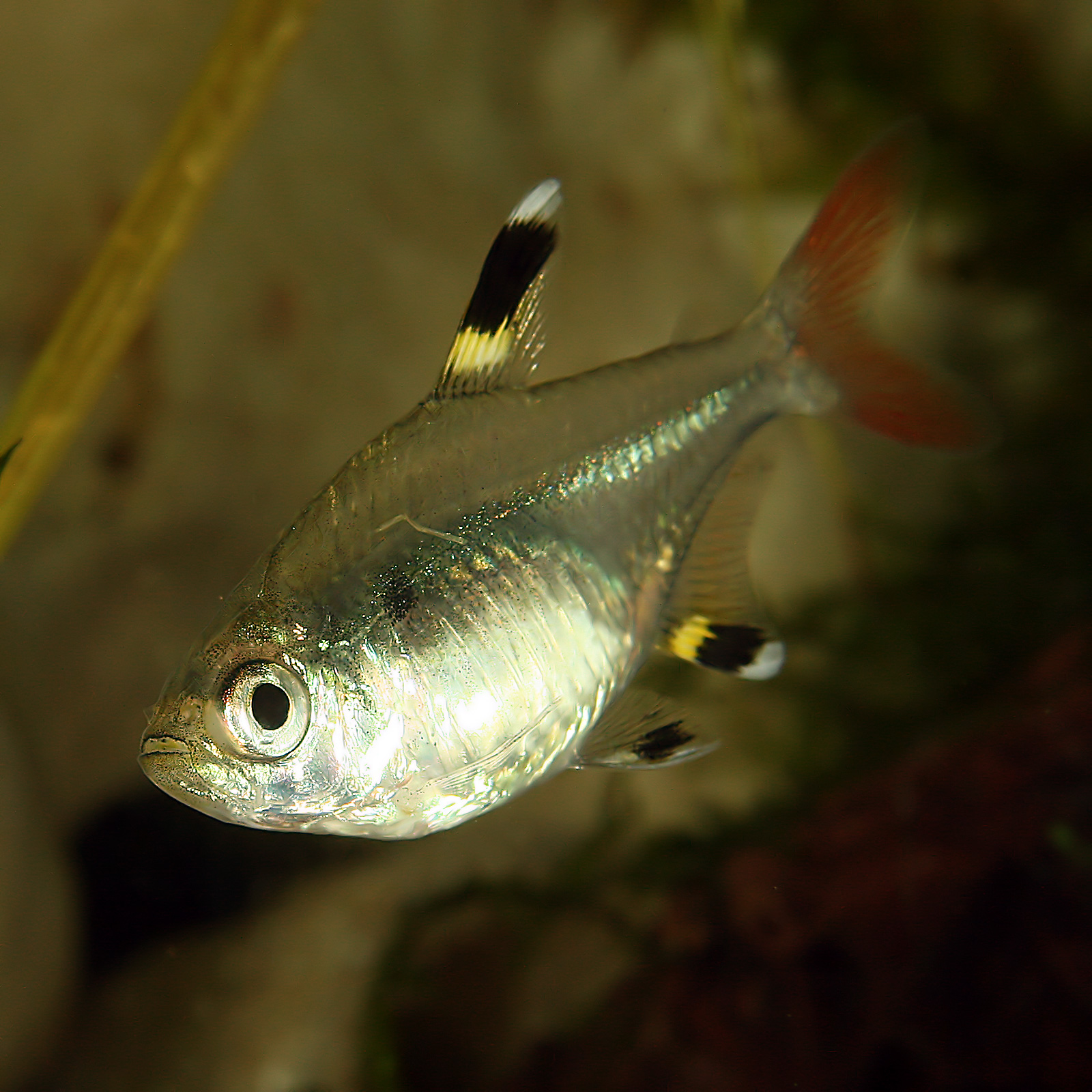
Il corpo trasparente di P. maxillaris permette di notare il sacco argenteo contenente gli organi interni

Il corpo è fusiforme, con ventre pronunciato. La pinna dorsale è alta, l'anale lunga e alta nella parte iniziale. La coda è bilobata. La livrea è interessante, con il corpo semitrasparente e traslucido con innumerevoli riflessi cangianti, dove è visibile la colonna vertebrale e il sacco argenteo contenente tutti gli organi interni. Una macchia nera compare dopo l'opercolo branchiale. Le pinne ventrali, la dorsale e l'anale presentano parte della radice gialla, sormontata da una macchia circolare nera e hanno i vertici bianchi. Le pinne pettorali sono trasparenti mentre la coda è rossa. Colori simili a quelli del Cardellino, tanto da far conoscere questa specie talvolta come Pesce cardellino. Raggiunge una lunghezza di 4,5 cm.

## Comportamento
È una specie pacifica, che vive in gruppo.

## Riproduzione
La fecondazione è esterna: la femmina depone 300-400 piccole uova fecondate immediatamente dal maschio.

## Alimentazione
Si nutre di crostacei, insetti e vermi.

## Acquariofilia
Per la sua robustezza, la sua livrea interessante e il carattere pacifico è molto richiesto negli acquari. Poiché la riproduzione avviene facilmente anche in allevamento è molto conveniente anche l'allevamento a scopo commerciale, a differenza di altri Caracidi.
| Origine            | America centrale | Acqua            | Acqua dolce       |
| Durezza dell'acqua | da 8 a 15 °GH    | pH               | da 6 a 7          |
| Temperatura        | da 23 a 28 °C    | Volume min.      | 90 l              |
| Alimentazione      | Onnivoro         | Taglia da adulto | 2,5 cm            |
| Riproduzione       | Oviparità        | Zone occupate    | Tutti             |
| Socialità          | Gruppo           | Difficoltà       | Mediamente facile |